# Z Crateris
Z Crateris är en kortperiodisk förmörkelsevariabel av Algol-typ (EA/SD) i stjärnbilden Bägaren. 
Stjärnan varierar mellan visuell magnitud +11,2 och 13,1 med en period av 3,051856 dygn.